# Viola joergensenii
Viola joergensenii är en violväxtart som beskrevs av Wilhelm Becker. Viola joergensenii ingår i släktet violer, och familjen violväxter. Inga underarter finns listade i Catalogue of Life.